# Небе
Небето е частта от атмосферата или космическото пространство, видимо от повърхността на Земята или друг астрономически обект (например друга планета). През деня земното небе е синьо, като при изгрев и залез слънце може да се обагри в оранжево-червено. Също така през деня на небето могат да се видят Слънцето и понякога облаци. През нощта небето е черно, обсипано със звезди, които блещукат поради наличието на атмосфера. На нощното небе се появява и Луната. Тя може да бъде видяна и на дневното небе при определени условия.
Причината небето да изглежда синьо е, че синята светлина се разсейва от атмосферата много повече от червената. Видът на небето зависи от това по кое време на денонощието или годината се правят наблюденията. Климатът също оказва не малко влияние. Видът на небето може да е много различен от самолет, който лети над облаците.

## В културата
В българската фолклорна традиция небето се разглежда като твърд купол, похлупващ цялата земя. То опира в нея в много далечна област, наричана край свят или у̀свет, и ако човек стигне дотам, може да се изкачи и по небето. Самото то е съставено от седем пласта, като към най-долния са прикрепени звездите, а седмият е обитаван от Бог и ангелите, като там е разположен и раят. В своите проучвания в края на XIX век етнографът Димитър Маринов не открива религиозно отношение към небето, като отразеното във фрази от други култури като „небето ми е свидетел“ или „небето ще отмъсти“.
В съвременния български език изразът „на седмото небе“ означава неимоверно щастлив, а „падам от небето“ означава в неведение съм.